# HMS Mounsey (K569)
HMS Mounsey (K569) là một tàu frigate lớp Captain của Hải quân Hoàng gia Anh hoạt động trong Chiến tranh Thế giới thứ hai. Nó nguyên được Hoa Kỳ chế tạo như là chiếc DE-524, một tàu hộ tống khu trục lớp Evarts, và chuyển giao cho Anh Quốc theo Chương trình Cho thuê-Cho mượn (Lend-Lease). Nó là chiếc tàu chiến thứ hai của Hải quân Anh được đặt tên theo Đại tá Hải quân William Mounsey (1766-1830), người từng tham gia các cuộc Chiến tranh Cách mạng Hoa Kỳ, Chiến tranh Cách mạng Pháp và Chiến tranh Napoleon. Nó đã phục vụ cho đến khi chiến tranh kết thúc tại Châu Âu, hoàn trả cho Hoa Kỳ năm 1946, và cuối cùng bị bán để tháo dỡ trong cùng năm đó.

## Thiết kế và chế tạo
Những tàu frigate lớp Captain thuộc phân lớp Evarts có chiều dài chung 289 ft 5 in (88,21 m), mạn tàu rộng 35 ft 1 in (10,69 m) và độ sâu mớn nước khi đầy tải là 8 ft 3 in (2,51 m). Chúng có trọng lượng choán nước tiêu chuẩn 1.140 tấn Anh (1.160 t); và lên đến 1.430 tấn Anh (1.450 t) khi đầy tải. Hệ thống động lực bao gồm bốn động cơ diesel General Motors Kiểu 16-278A nối với bốn máy phát điện để vận hành hai trục chân vịt; công suất 6.000 hp (4.500 kW) cho phép đạt được tốc độ tối đa 21 kn (24 mph; 39 km/h), và có dự trữ hành trình 4.150 nmi (4.780 mi; 7.690 km) khi di chuyển ở vận tốc đường trường 12 kn (14 mph; 22 km/h).
Vũ khí trang bị bao gồm ba pháo 3 in (76 mm)/50 cal trên tháp pháo nòng đơn có thể đối hạm hoặc phòng không, một khẩu đội 1,1 inch/75 caliber bốn nòng và chín pháo phòng không Oerlikon 20 mm. Vũ khí chống ngầm bao gồm một dàn súng cối chống tàu ngầm Hedgehog Mk. 10 (có 24 nòng và mang theo 144 quả đạn); hai đường ray Mk. 9 và tám máy phóng K3 Mk. 6 để thả mìn sâu.
DE-524 được đặt lườn tại Xưởng hải quân Boston ở Boston, Massachusetts vào ngày 14 tháng 8, 1943; nó được hạ thủy vào ngày 24 tháng 9, 1943. Con tàu được chuyển giao cho Anh Quốc vào ngày 23 tháng 12, 1943, và nhập biên chế cùng Hải quân Hoàng gia Anh như là chiếc HMS Mounsey (K569) một ngày sau đó, 24 tháng 12, 1943, dưới quyền chỉ huy của Hạm trưởng, Đại úy Hải quân Frank Alexander John Andrew.

## Lịch sử hoạt động
Trong quá trình phục vụ cùng Hải quân Hoàng gia Anh, Manners hoạt động trong vai trò chính là hộ tống các đoàn tàu vận tải tại Bắc Đại Tây Dương cũng như các đoàn tàu Vận tải Bắc cực vận chuyển vũ khí và tiếp liệu sang Liên Xô. Nó cũng hỗ trợ cho cuộc tấn công của Đồng Minh lên miền Bắc nước Pháp trong khuôn khổ cuộc đổ bộ Normandy vào tháng 6, 1944.
Vào ngày 2 tháng 11, 1944, khi Mounsey đang hộ tống cho Đoàn tàu RA-61 di chuyển trong biển Barents rời khỏi Liên Xô, nó bị hư hại do trúng một quả ngư lôi dò âm G7es (T5) phóng từ tàu ngầm U-boat Đức U-295. Hư hại buộc nó phải quay trở lại bán đảo Kola để sửa chữa tạm thời; và sau khi hoàn tất nó tham gia cùng Đoàn tàu RA-62 để rời Liên Xô quay trở về Anh. Sau khi được sửa chữa triệt để, con tàu tiếp tục phục vụ hộ tống vận tải.
Lúc 23 giờ 00 ngày 10 tháng 5, 1945, ngay khi Thế Chiến II kết thúc tại Châu Âu, Mounsey tiếp nhận đầu hàng của chiếc tàu ngầm U-1023, là chiếc tàu ngầm cuối cùng đã đánh chìm tàu chiến Đồng Minh trong cuộc chiến tranh. Đến đầu năm 1946, con tàu đi sang Hoa Kỳ, đi đến  Xưởng hải quân Philadelphia ở Philadelphia, Pennsylvania vào ngày 7 tháng 2, 1946. Nhằm giảm bớt chi phí mà Anh phải trả cho Hoa Kỳ trong Chương trình Cho thuê-Cho mượn (Lend-Lease), con tàu đã được Anh hoàn trả cho Hoa Kỳ vào ngày 25 tháng 2 hoặc 27 tháng 2, 1946
Không còn nhu cầu sử dụng do dư thừa tàu chiến khi chiến tranh đã kết thúc, Hoa Kỳ cho rút tên con tàu khỏi danh sách Đăng bạ Hải quân vào ngày 28 tháng 3, 1946; và sau đó nó được bán cho hãng North American Smelting Company tại Philadelphia vào ngày 8 tháng 11, 1948 để tháo dỡ. Công việc tháo dỡ hoàn tất vào ngày 9 tháng 11, 1948.